# Kenneth Kellermann
Kenneth I. Kellerman (1937) é um astrônomo estadunidense.
É astrônomo do National Radio Astronomy Observatory. Recebeu em 1971 o Prêmio de Astronomia Helen B. Warner.